# Nachtwacht (beeld)
Nachtwacht is een beeld ontworpen door Lisa Couwenbergh.
Het beeld symboliseert het wakend oog, dat er voor waakte dat grote delen van de hier aanwezige woonblokken aan het eind van de 20e eeuw gesloopt zouden worden. De wijk De Pijp was verpauperd en de gemeente wilde grootscheepse sloop en nieuwbouw. De bewoners kwamen hiertegen in opstand; de prijzen van de nieuwbouw zouden voor de meeste onbetaalbaar worden. Na diverse sessies en slechte ervaringen in de Kinkerbuurt (wel grootscheepse sloop/nieuwbouw)  besloot men over te gaan tot beperkte sloop. Het beeld werd geplaatst op verzoek van Deelraad De Pijp en Woningbouwvereniging Alliantie, die hier het complex De muzikante in de Eerste Van der Helststraat (Muzikante is een schilderij van Bartolomeus van der Helst) heeft hersteld. 
Onderdelen van het beeld:
- Uil: de wacht van een nachtroofdier en wijsheid
- Ei: nieuw leven (De Pijp werd economisch nieuw leven ingeblazen, ook weer niet tot ieders tevredenheid)
- Bouwwerk: de renovatie.

Het beeld verving hier kunstwerk De schoentjes, dat te slecht was om te herstellen. 
Het beeld werd geplaatst in 2008 toen de renovatie achter de rug was, alhoewel ook na dat jaar er diverse panden gesloopt werden en er nieuwbouw gepleegd is.   